# Śurangama mantra
Śurangama matra – dharani służąca w praktyce buddyjskiej do recytacji w celu uspokojenia umysłu, ochrony przed demonami itd. Najdłuższa z mantr buddyjskich. Stanowi część Sutry Śurangama.